# Al-Sharara SC
Maillots
Actualités
Le Al-Sharara Sports Club (en arabe : نادي الشرارة الرياضي), plus couramment abrégé en Al-Sharara, est un club libyen de football fondé en 1977 et basé dans la ville de Sebha.

## Historique
- 1977 : fondation du club